# Ética econômica
A ética econômica ou ética da economia combina economia e ética, unindo julgamentos de valor de ambas as disciplinas para prever, analisar e modelar fenômenos econômicos. Abrange os pré-requisitos éticos teóricos e os fundamentos dos sistemas econômicos. A escola do pensamento remonta ao filósofo grego Aristóteles, cuja Ética a Nicômaco explica a conexão entre  princípio econômico objetivo e a consideração da justiça. O direito natural e o direito religioso são evidentes na literatura acadêmica sobre ética econômica. A consideração da filosofia moral, ou a ideia de uma economia moral, por exemplo, é um ponto de partida na avaliação de modelos econômicos comportamentais. A ética apresenta um trilema para a economia, nomeadamente na criação de padrões, aplicação de padrões e quem devem ser os beneficiários do bem (por esses padrões). Isso, em conjunto com o pressuposto fundamental da racionalidade na economia, cria o elo entre ela e a ética, pois é a ética que, em parte, estuda os conceitos de certo e errado. Existe um consenso entre filósofos e economistas de que a desigualdade social, a guerra e a tortura fazem mal a economia.

## História

### Pensamento econômico antigo
O pensamento econômico indiano antigo centrou-se na relação entre os conceitos de felicidade, ética e valores econômicos, com as conexões entre eles constituindo sua descrição da existência humana. A ideia fundamental dos Upanishads de unidade transcendental, unicidade e estabilidade é uma dedução dessa relação. A filosofia e a metafísica da Índia antiga indicam uma compreensão de vários conceitos econômicos modernos. Por exemplo, sua regulamentação da demanda, quando excedia a oferta, como um meio de evitar a anarquia, alcançada na época em se enfatizando que bens não materiais eram a fonte da felicidade, é um reflexo do dito de Marshall sobre a insaciabilidade das necessidades. O Rig Veda ilustra alguma apreensão da desigualdade econômica de acordo com o capítulo X, 117, 1-6, que afirma que 'as riquezas do liberal nunca se esvai, enquanto aquele que nada dá não encontra consolo nelas', indicando que gerar riqueza pessoal não era considerado imoral, embora guardar essa riqueza para si próprio seja um pecado. O Artaxastra formulou leis que promovem a eficiência econômica no contexto de uma sociedade ética. O autor, Kautilya, postula que a construção de infraestrutura é um determinante essencial do crescimento econômico quando construída em um ambiente ético, que é de responsabilidade do rei.
Filósofos gregos antigos frequentemente combinavam ensinamentos econômicos com sistemas éticos. Sócrates, Platão e Aristóteles aderiram à ideia de que a felicidade é o bem mais valioso que os humanos podem lutar. A crença de que a felicidade não poderia ser alcançada sem prazer trazia complicações à relação entre ética e economia da época. Cálicles, por exemplo, sustentava que quem vive corretamente deveria satisfazer todos os seus desejos por meio de sua coragem e praticidade, o que apresentava uma anomalia para a questão da escassez e a regulação do consumo como resultado. Isso foi reconciliado pela divisão do trabalho, onde os desejos humanos básicos, como alimentos, roupas e abrigo, eram manufaturados com eficiência, uma vez que cada indivíduo limita sua produção à sua função mais produtiva, maximizando a utilidade. O Oeconomicus (Econômico) de Xenofonte, inspirado no conceito de eudaimonia de Sócrates, exige que, como virtude é conhecimento, deva-se entender como usar bem o dinheiro e a propriedade, em vez de apenas adquiri-la para ganho pessoal.

### Era Medieval
A religião estava no cerne da vida econômica durante a Idade Média e, portanto, os teólogos da época usavam inferência de seus respectivos ensinamentos éticos para responder a questões econômicas e alcançar objetivos econômicos. Essa foi a abordagem também adotada pelos filósofos durante a Era do Iluminismo. A Igreja Católica Romana alterou sua interpretação doutrinária da validade de um casamento, a fim de, entre motivações alternativas, impedir que a concorrência ameaçasse sua posição monopolista de mercado. A usura era vista como uma questão ética na Igreja, com a justiça agregando valor em comparação à eficiência econômica. A transição de um estilo de vida agrário para o comércio baseado em dinheiro em Israel levou à adoção de interesse em empréstimos e empréstimos, uma vez que não era diretamente proibido na Torá, sob o ideal "que seu irmão morasse com você". O desenvolvimento econômico na Idade Média dependia das práticas éticas dos comerciantes, fundadas pela transformação em como a sociedade medieval entendia a economia da propriedade e da propriedade. O Islã apoiou essa ética anti-ascética no papel dos comerciantes, dado seu ensino de que a salvação deriva da moderação, e não da abstinência em tais assuntos.

### Ilustração

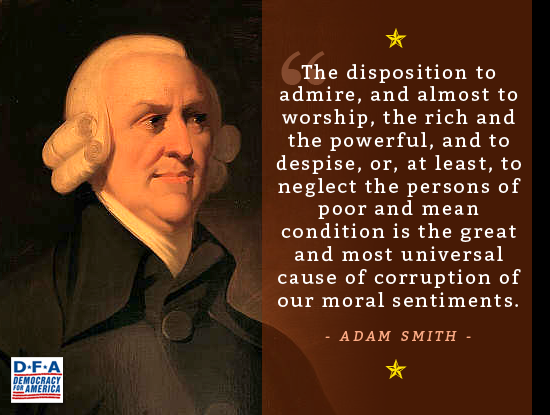
Adam Smith sobre corrupção.

A teoria do valor do trabalho sustenta que o trabalho é a fonte de todo valor econômico, que foi o ponto de vista de David Ricardo, Adam Smith e outros economistas clássicos. A distinção entre 'escravos assalariados' e 'escravos apropriados' nesta teoria, sendo ambos vistos como mercadorias, baseia-se no princípio moral, dado que os 'escravos assalariados' oferecem voluntariamente sua força de trabalho de propriedade privada a um comprador. por um preço negociado, enquanto 'escravos apropriados', de acordo com Karl Marx, não têm esses direitos. O mercantilismo, embora preconizado pela economia clássica, é considerado eticamente ambíguo na literatura acadêmica. Adam Smith observou que a política econômica nacional favorecia os interesses dos produtores às custas dos consumidores, uma vez que os bens produzidos internamente estavam sujeitos a alta inflação. A concorrência entre famílias domésticas e especuladores estrangeiros também levou a uma balança comercial desfavorável, ou seja, ao aumento dos déficits em conta corrente na balança de pagamentos. Escritores e comentaristas da época empregaram o conselho ético de Aristóteles para resolver esse dilema econômico.

### Economia neoclássica
A filosofia moral de Adam Smith fundou a visão neoclássica do mundo na economia de que a busca da felicidade é o objetivo final da vida e que o conceito de homo Economicus descreve o comportamento fundamental do agente econômico. Uma suposição de que os indivíduos se interessam e é racional implica a isenção da ética coletiva. Sob a escolha racional e a adoção do atomismo newtoniano pela economia neoclássica, muitos comportamentos do consumidor são desconsiderados, o que significa que muitas vezes não pode explicar a fonte das preferências do consumidor quando não é restringido pelo indivíduo. O papel da ética coletiva na preferência do consumidor não pode ser explicado pela economia neoclássica. Isso degrada a aplicabilidade da função de demanda do mercado, sua principal ferramenta analítica, a fenômenos econômicos reais como resultado. Em princípio, os economistas evitaram, e continuam a evitar, as suposições dos modelos econômicos de abstrair os aspectos únicos dos problemas econômicos.

### História contemporânea
Segundo John Maynard Keynes, a integração completa de ética e economia depende da taxa de desenvolvimento econômico. Os economistas foram capazes de agregar as preferências dos agentes, sob o pressuposto do homo oeconomicus, através da fusão da ética utilitarista e do institucionalismo. O Keynes partiu da visão atomista da economia neoclássica com sua perspectiva totalista da economia global, uma vez que "o todo não é igual à soma de suas partes... as suposições de um continuum uniforme e homogêneo não são satisfeitas". Isso reforçou a ideia de que um estado socioeconômico antiético é aparente quando a economia está em pleno emprego, para o qual Keynes propôs gastos produtivos como um mecanismo para retornar a economia ao pleno emprego - o estado em que também existe uma sociedade eticamente racional.

## Influências

### Religião
Os filósofos da tradição helenística se tornaram uma força motriz da visão gnóstica e na redenção do espírito através do ascetismo, que fundou o debate sobre o mal e a ignorância nas discussões políticas. A amálgama de filosofia grega antiga, logos e filosofia cristã primitiva nos séculos II e III AD havia levado crentes da época a se desviarem moralmente, levando à solução de que eles deveriam agir em seu melhor interesse próprio, dado motivo apropriado, para evitar a ignorância. O Antigo Testamento da Bíblia serviu como fonte de ética nas práticas econômicas antigas. O aviltamento da moeda foi proibido devido à sua natureza fraudulenta e consequências econômicas negativas, o que era punido de acordo com Ezequiel 22:18 – 22, Isaías 1:25 e Provérbios 25: 4-5. As relações entre literatura econômica e religiosa foram continuadas pelo Novo Testamento. Por exemplo, Tiago 1:27 declara, seguindo a tradição da lei judaica, que “cuidar de órfãos e viúvas angustiados e manter-se imaculado pelo mundo resulta em pura adoração sem manchas diante de Deus e Pai”, o que apoia o argumento acadêmico de que o objetivo do processo econômico é aperfeiçoar a própria personalidade.
O conceito de avaliação de capital humano é evidente no Talmud. Por exemplo, um trabalhador ferido era considerado um escravo no mercado de trabalho enquanto, para fins de compensação, era avaliado seu valor antes e depois do ferimento, bem como um potencial declínio na renda e no consumo. A ideia de custo de oportunidade está fundamentada no conceito de 'S'kbar B'telio' (literalmente significa 'tempo perdido') na literatura talmúdica. No Israel antigo, um rabino não deveria ser pago por sua obra, pois implicaria que alguém está lucrando com a pregação e interpretação da palavra de Deus, mas compensado de outra forma pela obra concluída como rabino como meio de sobrevivência, dado que eles não estão envolvidos em nenhuma outra profissão.
O Alcorão e o Suna guiam a prática econômica islâmica há séculos. Por exemplo, o Alcorão proíbe ribā como parte de seu foco na erradicação de interesses, a fim de impedir que instituições financeiras que operam sob a orientação da economia islâmica façam lucros monopolistas. Zakat é em si um sistema para a redistribuição da riqueza. O Alcorão especifica que ele se destina unicamente a: os pobres, os necessitados, administradores zakat, aqueles cujos corações devem ser reconciliados, aqueles em servidão, aqueles endividados, aqueles que se esforçam pela causa de Deus e o viajante. O uso dos Esquemas de Empréstimo de Pensão (em inglês, PLS) e outros esquemas de microfinanças exercem esse ensino, incluindo o programa de microfinanças Hodeibah no Iêmen e as iniciativas Murabahah do PNUD em Jabal al-Hoss, na Síria.

### Cultura
A ética econômica tenta incorporar a moralidade e as qualidades de valor cultural, a fim de explicar a limitação da economia, pois a tomada de decisão humana não se restringe à racionalidade. Esse entendimento da cultura une economia e ética como uma teoria completa da ação humana. A cultura acadêmica aumentou o interesse na ética econômica como disciplina. Uma maior conscientização das externalidades culturais das ações dos agentes econômicos, bem como a separação limitada entre as esferas da cultura, propositaram mais pesquisas sobre sua responsabilidade ética. Por exemplo, uma limitação de apenas retratar o valor instrumental de uma obra de arte é de que isso pode desconsiderar seu valor intrínseco e, portanto, não deve ser quantificado sozinho. Uma obra de arte também pode ser considerada um bem público devido ao seu valor intrínseco, dado o seu potencial de contribuir para a identidade nacional e educar seu público sobre o assunto. O valor intrínseco pode ser quantificado, dado que é incrementalmente valioso, seja sagrado por associação e história ou não.

## Aplicação em outras metodologias

### Economia experimental
O desenvolvimento da economia experimental no final do século XX criou uma oportunidade para verificar empiricamente a existência de ética normativa na economia. Vernon L. Smith e seus colegas descobriram inúmeras ocorrências que podem explicar as escolhas econômicas sob o véu da ignorância. As conclusões das experiências econômicas seguintes indicam que os agentes econômicos utilizam a ética normativa na tomada de decisões e, ao mesmo tempo, procuram maximizar seus próprios retornos. Por exemplo, em experimentos de honestidade, prevê-se que a mentira ocorrerá quando aumentar essas recompensas, apesar do fato de os resultados sugerirem o contrário. Verificou-se que as pessoas também empregam a regra '50 / 50 'na divisão de algo, independentemente da distribuição de poder no processo de tomada de decisão. Estudos econômicos experimentais do altruísmo o identificaram como um exemplo de comportamento racional. A ausência de uma explicação para esse comportamento indica uma antítese na economia experimental de que ela interpreta a moralidade como um fator endógeno e exógeno, sujeito ao caso em apreço. É necessária uma pesquisa sobre a viabilidade da teoria normativa como uma explicação para o raciocínio moral, com o desenho experimental focado em testar se os agentes econômicos sob as condições assumidas pela teoria produzem as mesmas decisões que as previstas pela teoria. Isso é dado que, sob o véu da ignorância, os agentes podem ser 'não-tuist' no mundo real, como sugere a teoria.

### Economia comportamental

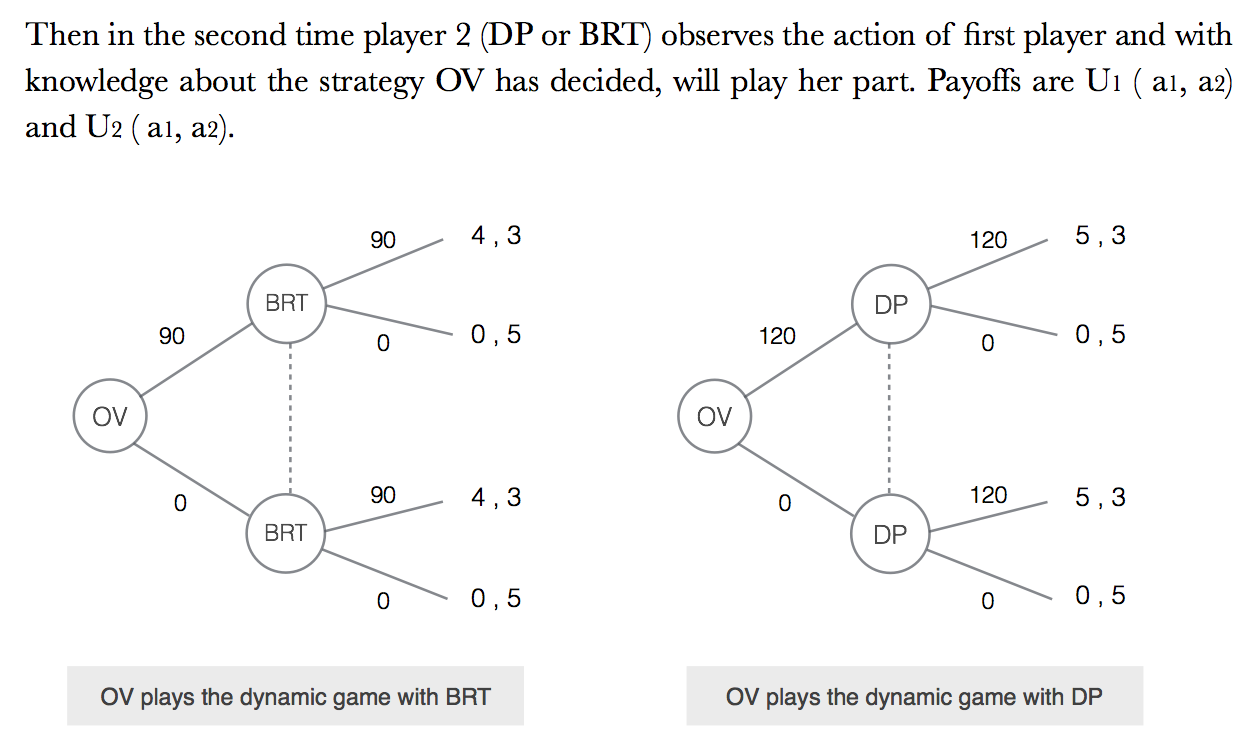
Esquema da teoria dos jogos.

A ética na economia comportamental é onipresente, dada sua preocupação com a agência humana, com o objetivo de corrigir os déficits éticos encontrados na economia neoclássica, ou seja, falta de dimensão moral e falta de preocupações normativas. A incorporação da ética da virtude na economia comportamental facilitou o desenvolvimento de teorias que tentam explicar as muitas anomalias existentes na maneira como os agentes econômicos tomam decisões. Preocupações normativas em economia podem compensar a aplicabilidade de modelos econômicos comportamentais a fenômenos econômicos reais. A maioria dos modelos econômicos comportamentais pressupõe que as preferências mudam endogenamente, o que significa que existem inúmeras decisões possíveis aplicáveis a um determinado cenário, cada uma com seu próprio valor ético. Portanto, há cautela ao considerar o bem-estar como o mais alto valor ético da economia, conjecturado na literatura acadêmica. Como resultado, a metodologia também emprega a ética da ordem ao assumir que o progresso na moralidade e nas instituições econômicas é simultâneo, dado que o comportamento só pode ser entendido em uma estrutura institucional. Existem complicações na aplicação de inferências normativas com pesquisas empíricas em economia comportamental, dado que há uma diferença fundamental entre inferência e proposições descritivas e prescritivas. Por exemplo, o argumento contra o uso de incentivos de que eles forçam certos comportamentos nos indivíduos e os convencem a ignorar o risco é uma proposição descritiva que é empiricamente injustificada.

### Economia ambiental
O bem-estar é maximizado nos modelos econômicos ambientais quando os agentes econômicos agem de acordo com a hipótese do homo oeconomicus. Isso cria a possibilidade de agentes econômicos compensarem o desenvolvimento sustentável por seus interesses privados, uma vez que o homo oeconomicus se restringe à racionalidade. A política de mudança climática, como resultado da inferência da economia ambiental, está sujeita a considerações éticas. A economia das mudanças climáticas, por exemplo, é inseparável da ética social. A ideia de indivíduos e instituições que trabalham de forma amigável no domínio público, como reflexo do homo politicus, também é uma ética apropriada que pode retificar essa preocupação normativa. Um problema ético associado à subdisciplina por meio do desconto é que os consumidores valorizam mais o presente do que o futuro, o que tem implicações para a justiça intergeracional. O desconto na análise marginal de custo-benefício, para a qual os economistas vêem como um preditor do comportamento humano, é limitado no que diz respeito à contabilização de riscos e incertezas futuros. De fato, o uso de medidas monetárias na economia ambiental baseia-se na instrumentalização de coisas naturais que são imprecisas no caso de serem intrinsecamente valiosas. Outros relacionamentos e papéis entre gerações podem ser elucidados através da adoção de certas regras éticas. A Comissão Bruntland, por exemplo, define desenvolvimento sustentável como aquele que atende às necessidades atuais sem comprometer a capacidade das gerações futuras de fazê-lo, que é um princípio libertário. Sob o libertarianismo, nenhuma redistribuição de bem-estar é feita, a menos que todas as gerações sejam beneficiadas ou não afetadas. O uso de um modelo iterativo de tomada de decisão, como um exemplo de racionalidade, pode fornecer uma estrutura para a política econômica em resposta às mudanças climáticas.

### Economia política
A Economia Política é um assunto fundamentalmente baseado em protocolo normativo, com foco nas necessidades da economia como um todo, analisando o papel dos agentes, instituições e mercados, bem como o comportamento socialmente ideal. Historicamente, a moralidade era uma noção usada para discernir a distribuição desses papéis e responsabilidades, dado que a maioria dos problemas econômicos derivava do fracasso dos agentes econômicos em cumpri-los. A transição da filosofia moral de tal ética para a ética kantiana, bem como o surgimento de forças de mercado e direito da concorrência, sujeitou os valores moral-políticos da economia moral ao julgamento racional. A ética econômica continua a ser uma influência substancial para a economia política devido à sua natureza argumentativa, evidente na literatura sobre as respostas do governo à crise financeira global. Uma proposição sustenta que, como o contágio da crise foi transmitido por meio de sistemas financeiros nacionais distintos, futuras respostas regulatórias globais devem ser construídas com base no princípio da justiça distributiva. A regulamentação de casos particulares de inovação financeira, embora não considere críticas ao sistema financeiro global, normaliza funcionalmente as percepções sobre a distribuição de poder do sistema, de modo que diminui as oportunidades dos agentes de questionar a moralidade de tal prática.

### Economia do desenvolvimento
A relação entre ética e economia definiu o objetivo da economia do desenvolvimento. A ideia de que a qualidade de vida de uma pessoa é determinada por sua capacidade de levar uma vida valiosa fundou a economia do desenvolvimento como um mecanismo para expandir essa capacidade. Essa proposição é a base da relação conceitual entre ela e a economia do bem-estar como uma disciplina ética e seu debate na literatura acadêmica. O discurso baseia-se na noção de que certas ferramentas da economia do bem-estar, particularmente o critério de escolha, não têm julgamento de valor e são paretianas, dado que as perspectivas coletivas de utilidade não são consideradas. Existem inúmeras questões éticas associadas à abordagem metodológica da economia do desenvolvimento, ou seja, o experimento aleatório de campo, muitos dos quais são moralmente equívocos. Por exemplo, a randomização beneficia alguns casos e prejudica outros, o que é racional sob suposições estatísticas e uma questão moral deontológica simultaneamente. Também existem implicações éticas relacionadas ao cálculo, natureza do consentimento, instrumentalização, responsabilidade e papel da intervenção estrangeira nessa abordagem experimental.

### Economia da saúde
Na economia da saúde, o nível máximo de bem-estar sendo um fim último é eticamente injustificado, em oposição à alocação eficiente de recursos em saúde que aumenta o nível médio de utilidade. Sob essa abordagem de maximização da utilidade, sujeita ao libertarianismo, uma dicotomia é aparente entre saúde e liberdade como bens primários, dada a condição que é necessário ter para atingir o outro. Qualquer nível de acesso, utilização e financiamento da assistência médica é eticamente justificado desde que atinja o nível de saúde desejado e necessário. Os economistas da saúde instrumentalizam o conceito de uma necessidade como aquela que alcança um fim eticamente legítimo para uma pessoa. Isso, na íntegra, baseia-se na noção de que a saúde, como tal, não é intrinsecamente valiosa, mas é moralmente significativa pelo fato de contribuir para esse bem-estar geral. A metodologia de análise em economia da saúde, com relação a ensaios clínicos, está sujeita a debate ético. O desenho experimental deve ser parcialmente da responsabilidade dos economistas da saúde, dada a tendência de adicionar variáveis que têm potencial para serem insignificantes. Isso aumenta o risco de subestimar o estudo que, na economia da saúde, preocupa-se com a relação custo-benefício, tem implicações na avaliação.

## Aplicação à política econômica
A literatura acadêmica apresenta inúmeras visões éticas sobre o que constitui uma política econômica viável. Keynes viu que boas políticas econômicas são aquelas que tornam as pessoas boas, em oposição àquelas que as fazem se sentir bem. O 'Verein für socialpolitik', fundado por Gustav von Schmoller, insiste que considerações éticas e políticas são críticas na avaliação de políticas econômicas. A teoria racional dos atores na arena de políticas é evidente no uso da otimização de Pareto, a fim de avaliar a eficiência econômica das políticas, bem como no uso da análise de custo-benefício (CBA), onde a renda é a unidade básica de medição. A literatura acadêmica também apresenta um raciocínio ético à limitação associada à aplicação da teoria do ator racional à escolha de políticas. Dado que a renda depende da escolha de políticas e vice-versa, a lógica dos modelos racionais na escolha de políticas é circular, daí a possibilidade de recomendações políticas erradas. Também existem muitos fatores que aumentam a propensão de se desviar das suposições modeladas da tomada de decisão. Argumenta-se, sob a teoria moral autodestrutiva, conforme descrita por Hubin, que mecanismos como o CBA podem ser justificados, mesmo que não explicitamente morais. As crenças contrastantes de que as ações públicas se baseiam nessas considerações utilitárias e de que toda a formulação de políticas é politicamente contingente justificam a necessidade de previsão, que por si só é um dilema ético. Isso se baseia na proposição de que as previsões podem ser alteradas para se adequar a uma ação ou política específica, em vez de serem objetivas e neutras. Por exemplo, o código de ética do Instituto Americano de Planejadores Certificados fornece suporte inadequado aos meteorologistas para evitar essa prática. Tais 'cânones', como os encontrados no Código de Ética e Práticas Profissionais da Associação Americana de Pesquisa de Opinião Pública, limitam-se a regular ou impedir esta convenção.

## Conceito weberiano
Na sociologia, Max Weber chamou de ética econômica a moral da prática de ações no campo econômico influenciada pelo tipo de racionalismo da estrutura religiosa e social. Esse termo foi uma tradução do alemão Wirtschaftsethik, que também significa ética dos negócios ou ética empresarial, aparecendo na sua obra Wirtschaftsethik der Weltreligionen, como "Ética Econômica das Religiões Mundiais". A ética econômica interferiu no conceito de mão invisível de Adam Smith. e é algo que permeia a crítica às pesquisas no ramo, principalmente quando se entra na seara do debate sobre natureza humana.